# Frühchristliche Kunst

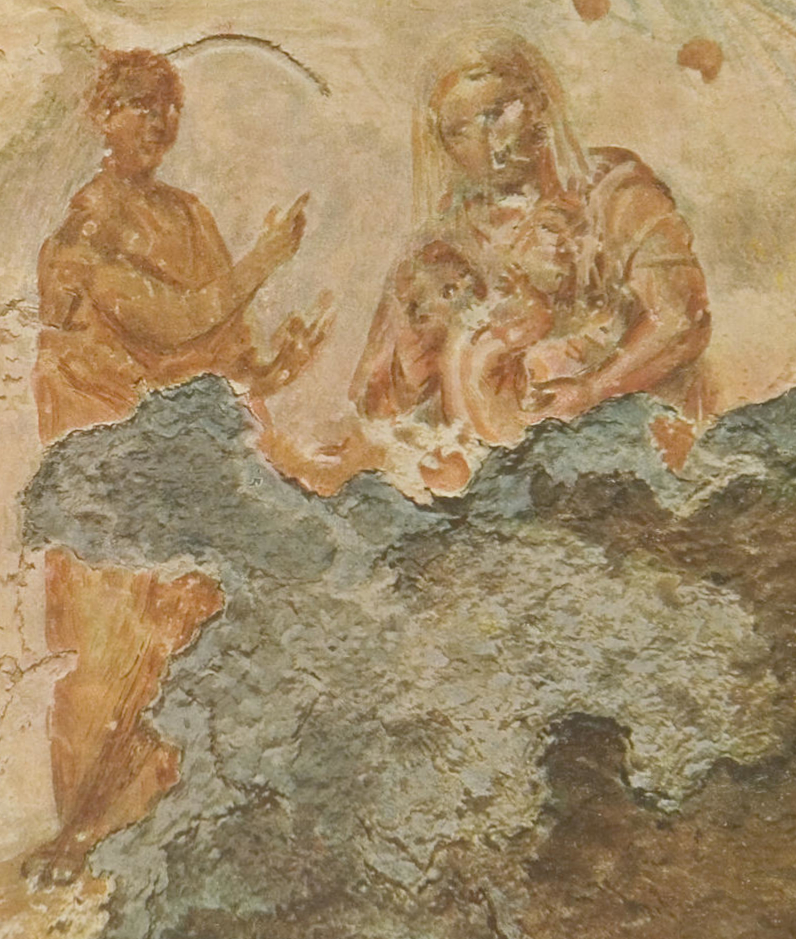
Früheste erhaltene Darstellung der Maria mit Kind, 2. Jahrhundert, Priscillakatakomben, Rom

Die frühchristliche oder altchristliche Kunst umfasst den Zeitraum von der Schaffung der ersten bildlichen Zeugnisse der Christen in allen Territorien des Römischen Reiches bis zum Ende der Antike. Genau wie die frühen Christen Teil der antiken römischen Gesellschaft waren, ist auch ihre Kunst ein Teil der griechisch-römischen und bedient sich deren Bildsprache, um speziell christliche Themen darzustellen.
Die frühchristliche Kunst bildet damit während der ersten Jahrhunderte n. Chr. einen kleinen Teil der kaiserzeitlichen Kunst, ist ab dem 4. Jh. n. Chr. nahezu mit der spätantiken Kunst gleichzusetzen und geht etwa ab dem 7. Jh. n. Chr. im Osten in die byzantinische Kunst und im Westen in die Vorromanik über.
Vor dem Jahr 313, in dem Kaiser Konstantin das Christentum mit dem Mailänder Toleranzedikt zur gleichberechtigten Religion erklärte, beschränkt sich die christliche Kunst auf Kleinkunst, Reliefs und Wandmalereien, wie z. B. in den römischen Katakomben. Nach der konstantinischen Wende gewinnt sie dank kaiserlicher Unterstützung auch eine monumentale Komponente, vor allem durch die nun entstehenden großen Kirchenbauten wie z. B. Alt St. Peter in Rom.

## Vom Bilderverbot zur ersten künstlerischen Darstellungen
Die führenden Christen der Urkirche bezweifelten bis in das dritte Jahrhundert, dass es eine christliche Kunst geben könnte, welche im Stande sei, dem geistigen Wort der Offenbarung sichtbare Gestalt zu geben. So antwortete der Christ Octavius gegen Ende des 2. Jahrhunderts auf den Vorwurf des Fehlens einer christlichen Kunst:

„Welchen Tempel soll ich ihm bauen, da diese ganze Welt, das Werk seiner Hände, ihn nicht zu fassen vermag? … Müssen wir nicht besser in unserer Seele ihm ein Heiligtum errichten, nicht lieber in unserer Brust eine Stätte weihen?“

In der christlichen Frühzeit hat das Erbe des Judentums und die Forderung des ersten Gebotes „Du sollst dir kein Ebenbild machen“ starke Wirkung. Obwohl das Judentum religiöse Kunst; beispielsweise in den vergoldeten Cherube, reliefgeschmückten Türflügeln und verzierten Bronzebecken des salomonischen Tempels; kennt, ist das plastische Gottesbild und das magische Abbild eines lebenden Wesens verboten. Da der gestaltende Mensch nach seinen Vorstellungen arbeitet, würde Gottes Herrlichkeit und Unbegreiflichkeit automatisch verkleinert bzw. anthropomorphisiert werden.
Das Bild könnte zum Idol werden, und Macht und Verehrung beanspruchen, anstatt nur ein Verweis auf Gott zu sein. Seit der Zeit der Makkabäer wurde im Judentum die Ablehnung jeder bildlichen Darstellung immer entschiedener. Da die Christen der Urkirche an die baldige Wiederkunft des Herrn teilweise noch zu ihren Lebzeiten glaubten, gehörte die Kunst auch nicht zu den wichtigen Dingen. Außerdem bedingte der starke Einfluss des Neuplatonismus eine kunstfeindliche Haltung, welche die Ansicht vertrat, dass die Seele nur in dem Maße Gott näher kommen könne als sie sich über das Sinnenfällige erhebe. Bis zum 4. Jahrhundert fehlt jede Darstellung Jesu als individuelle Person in Lebensszenen. Wenn er bildlich dargestellt wird, dann nur als allegorisches Sinnbild z. B. als Guter Hirte (z. B. in der Hauskirche von Dura Europos Mitte des 3. Jh.) oder Philosoph. Die älteste szenische Darstellung der Taufe Jesu im Heiligen Land, die ihn als kurzhaarigen Jüngling zeigt, wurde 2018 in der Ruinenstadt Schivta im Negev entdeckt.
Erst allmählich setzte sich im Laufe der Zeit die antike Freude am Bild gegen die anfängliche Ablehnung künstlerischer Darstellungen durch. Die Initiative ging dabei eher vom Volk als von der kirchlichen Obrigkeit aus. Die frühesten und besten Bilder befanden sich demnach nicht in den Katakomben, sondern in den Häusern und Hauskirchen reicher Christen. Die schon vorher im nichtchristlichen und paganistischen Umfeld beliebten Tierdarstellungen wurden importiert und auf christliche Symbolik uminterpretiert. Die Taube wurde zum Bild der erlösten Seele, der Pfau blieb das schon vorchristliche Sinnbild der Unsterblichkeit, und der Fisch wurde zur eucharistischen Speise.

## Kleinkunst

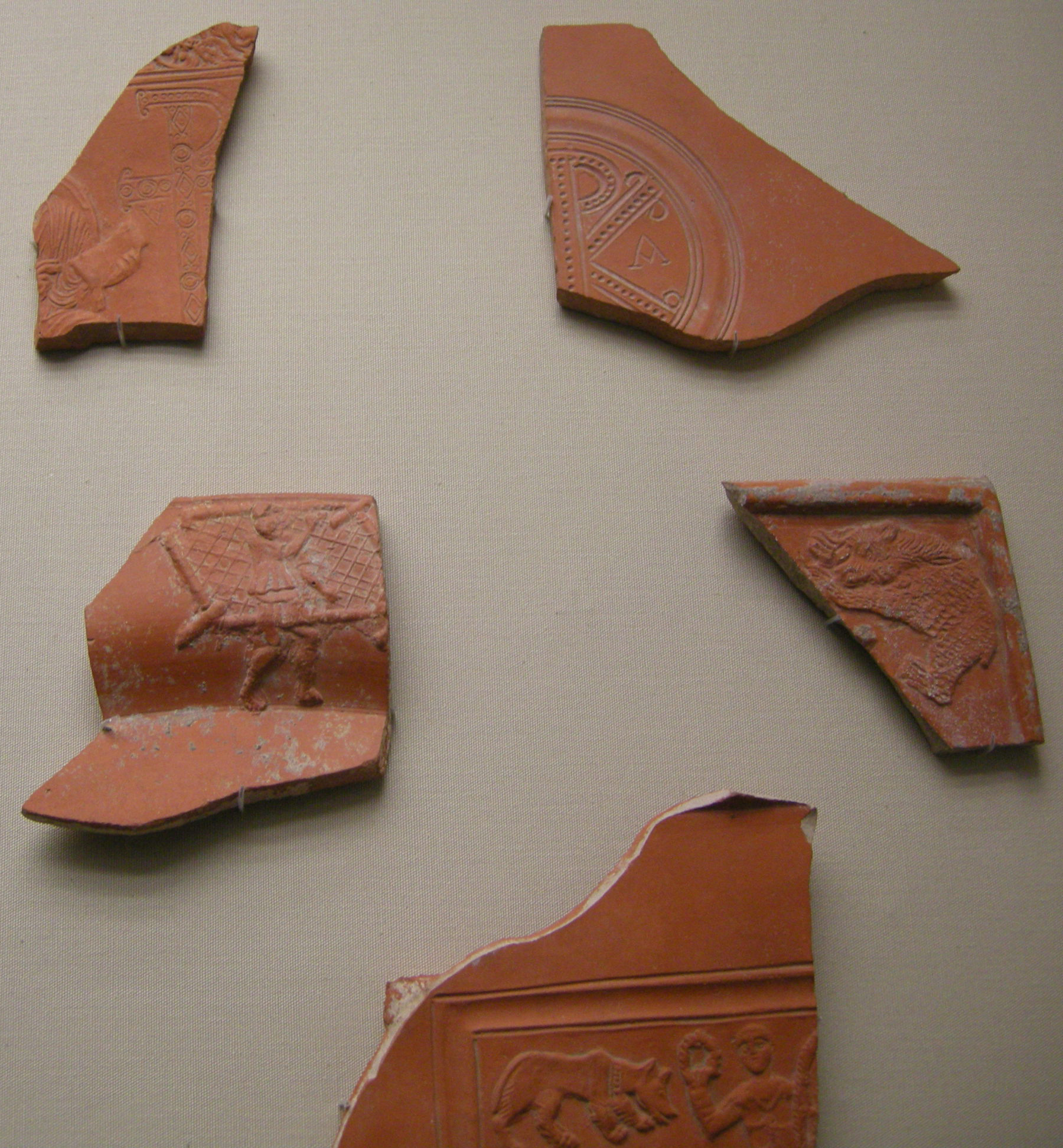
Fragmente von nordafrikanischer Terra Sigillata, darunter solche mit christlichen Verzierungen.

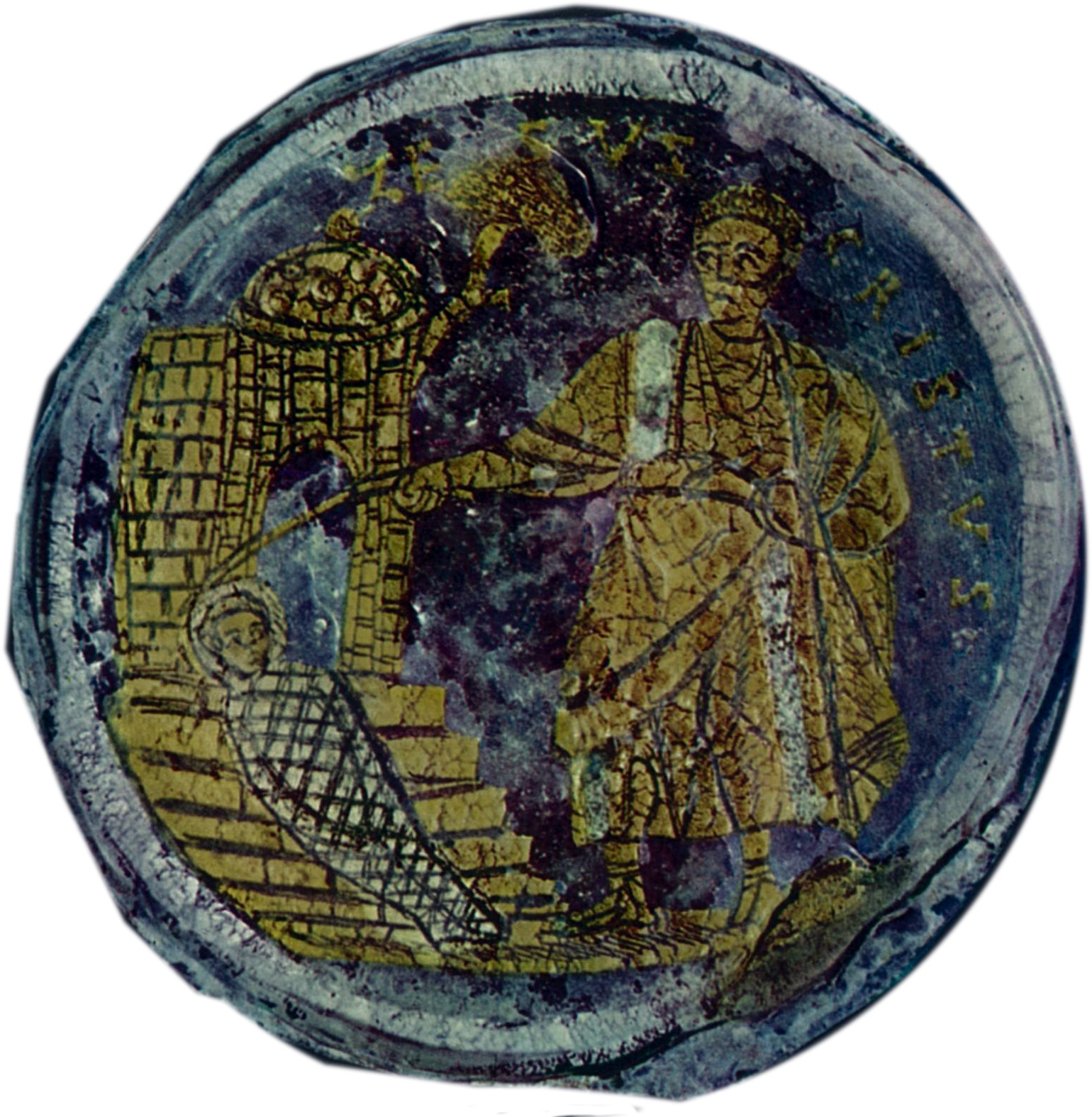
Boden eines Zwischengoldglases mit Darstellung der Auferweckung des Lazarus.

Mit dem Erstarken des Christentums in der Spätantike finden sich auch entsprechende Bildinhalte auf Kleindenkmälern. Meist handelt es sich um Gebrauchsgegenstände. Dazu zählen Glasgefäße mit Schliff- oder Ritzverzierungen sowie Zwischengoldgläser, außerdem nordafrikanische Terra Sigillata, Fingerringe usw. Seit Konstantin sind auch Münzen mit christlichen Symbolen wie einem Christogramm geprägt worden.

## Skulpturen

### Freiplastik
Freiplastische Porträts sind sehr selten. Dennoch lässt sich eine Fortsetzung der kaiserzeitlichen Tradition feststellen, Porträtstatuen von Kaisern und verdienten Bürgern an öffentlichen Plätzen aufzustellen. Beispielhaft dafür steht der sog. Koloss von Barletta. Auch im Begräbniskontext mögen weiterhin Porträtstatuen oder Büsten aufgestellt worden sein. Im Vergleich zur früheren Zeit lässt sich in der Spätantike eine starke Verallgemeinerung der Porträtzüge beobachten. Dies macht es extrem schwer, einzelne Werke bestimmten Personen zuzuweisen.

### Reliefsarkophage

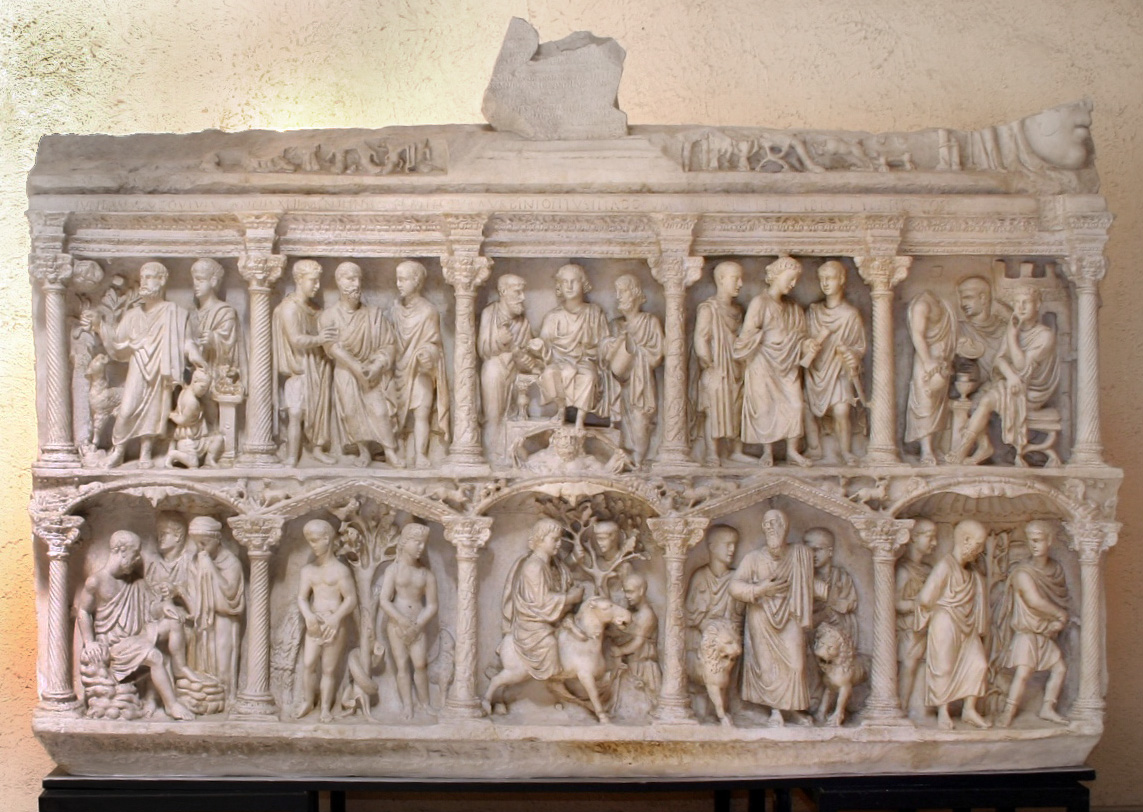
Sarkophag des römischen Stadtpräfekten Junius Bassus, 359 n. Chr.

Die frühchristliche Sarkophagplastik stellt eine der umfangreichsten Gattungen innerhalb der frühchristlichen Kunst dar. Sie steht ganz in der Tradition der kaiserzeitlichen Sarkophage. Während es in republikanischer Zeit und der frühen Kaiserzeit noch üblich gewesen war, Verstorbene zu verbrennen, kam im frühen 2. Jh. n. Chr. die Körperbestattung im Römischen Reich in Mode. Wohlhabende Familien verwendeten nun Sarkophage, die mit Reliefs verziert waren. Ab dem 3. Jh. n. Chr. tauchen auf solchen Reliefsarkophagen erstmals auch Szenen aus dem Alten und Neuen Testament auf. Der weitaus größte Teil der frühchristlichen Sarkophage stammt aus Rom selbst. Hier lief die Produktion bis kurz nach 400 n. Chr. Weit weniger Exemplare sind aus Ravenna bekannt, wo vom 5. bis zum 8. Jh. produziert wurde.
Seit der Einweihung Konstantinopels 330 n. Chr. wurden auch dort Sarkophage hergestellt, allerdings ebenfalls nur in geringer Zahl. Daneben entstanden auch in einigen Provinzen Sarkophage mit christlichen Themen. Vor allem Südgallien mit Schwerpunkt Arles ist hier zu nennen. Während für die aufwendigeren Sarkophage praktisch immer Marmor verwendet wurde, entstanden einfachere Stücke auch aus Kalkstein, Sandstein oder vulkanischem Gestein. Einzig für Mitglieder der Kaiserfamilie wurde auch der schwer zu bearbeitende Porphyr genutzt.

## Symbole, Bilder, und biblische Erzählungen
Bei der Darstellung und Schilderung christlicher Symbole, Bilder, und biblischer Geschichten zeigt die frühchristliche Kunst eine Vorliebe für bestimmte Motive und Geschichten. Manche Motive sind statistisch häufiger anzutreffen. Andere fehlen ganz oder sind eher selten dargestellt als in späteren Epochen.

### Der Gute Hirte

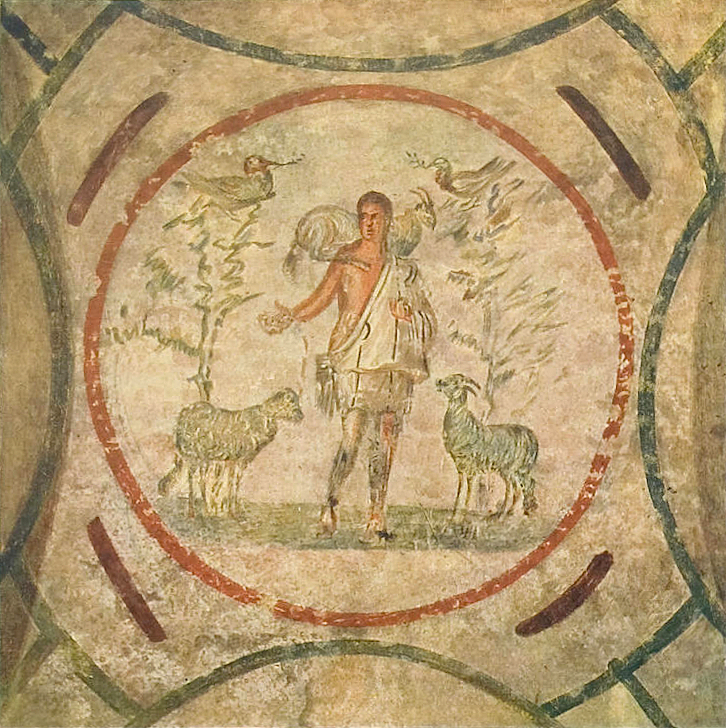
Darstellung des Schafträgers aus der Priscilla-Katakombe in Rom

Die Gestalt des Guten Hirten bzw. des Schafträgers war bei den Christen des 3. Jahrhunderts das beliebteste aller Rettungsbilder. Mehr als 300 gemalte oder gemeißelte Hirten sind erhalten geblieben. Diese Darstellung ist im Baptisterium von St. Peter ebenso anzutreffen wie im Portikus des lateranesischen Taufhauses. In San Giovanni in Fonte in Neapel ist sie gleich viermal anzutreffen.
Das Motiv kann sich auf viele Anregungen des Alten und Neuen Testaments stützen. Ursprünglich stammt es aus der paganen Kunst, wo Figuren, die junge Opfertiere über den Schultern tragen, bereits seit archaischer Zeit bekannt sind. Im 3. Jahrhundert n. Chr. erfreuten sich Darstellungen des Schafträgers sich, wie auch andere Bilder mit Hirtenthematik, in der römischen Gesellschaft größter Beliebtheit und waren ein allgemeines Symbol für humanitärer Anteilnahme (Philanthropie) und die Hoffnung auf ein paradiesisches Weiterleben nach dem Tod. Für diesen Zeitraum ist es daher oftmals schwierig bis unmöglich festzustellen, ob es sich bei dem Bild eines Schafträgers um ein christliches oder ein paganes Kunstwerk handelt.